# Audifia laevithorax
Espèce
Audifia laevithorax est une espèce d'araignées aranéomorphes de la famille des Theridiidae.

## Distribution
Cette espèce se rencontre au Brésil au Pará et en Amazonas et en Bolivie au Beni,.

## Description
La femelle holotype mesure 2,2 mm.

## Systématique et taxinomie
Cette espèce a été décrite par Keyserling en 1884.

## Publication originale
- Keyserling, 1884 : Die Spinnen Amerikas II. Theridiidae. Nürnberg, vol. 1, p. 1-222  (texte intégral).